# Giacomo Promontorio
Giacomo Promontorio a été le 58e doge de Gênes du 4 janvier 1553 au 4 janvier 1555.